# Noccaea suffruticosa
Noccaea suffruticosa là một loài thực vật có hoa trong họ Cải. Loài này được (Asso) Holub mô tả khoa học đầu tiên năm 1998.